# Лигабуэ, Антонио
Антонио Лигабу́э (итал. Antonio Ligabue, 18 декабря 1899 — 27 мая 1965 года) — итальянский художник, один из самых значительных наивных художников XX века.

## Биография
Антонио Лаккабуэ родился 18 декабря 1899 года в Цюрихе, Швейцария, в семье Элизабетты Коста, уроженки Ченчениге-Агордино, и, предположительно, Бонфильо Лаккабуэ (истинная личность отца до сих пор неизвестна), уроженца Реджо-нель-Эмилии. Его мать Элизабетта и трое братьев умерли в 1913 году в результате пищевого отравления. В 1942 году художник сменил фамилию с Лаккабуэ на Лигабуэ, предположительно из-за ненависти к отцу, которого он считал виновным в убийстве матери.
В сентябре 1900 года его отдали в приемную семью швейцарцев Иоганна Валентина Гёбеля и Элизы Хансельманн. Время от времени он то работал на ферме, то бродяжничал. После ссоры с приемной матерью он был помещён в психиатрическую клинику.
В 1919 году по жалобе Элизы Хансельманн Лигабуэ был выслан из Швейцарии и отправлен в Гуальтьери (провинция Реджо-нель-Эмилия), городок, где родился его приемный отец. Не зная ни слова по-итальянски, он попытался вернуться в Швейцарию, но был найден и доставлен обратно в Гуальтьери.
Здесь Лигабуэ существовал при поддержке городского приюта для нищих. Рисовать он начал в 1920 году. В 1928 году он встретил Ренато Марино Маццакурати, который оценил его художественные способности и научил писать маслом. В эти годы Лигабуэ полностью посвятил себя живописи.
В 1937 году он был госпитализирован в психиатрическую больницу в Реджо-Эмилии, куда в последующие годы его помещали неоднократно. В 1941 году скульптор Андреа Моззали помог ему выбраться из психиатрической больницы и приютил его в своем доме в Гвасталле, недалеко от Реджо-Эмилии. Во время Второй мировой войны Лигабуэ служил переводчиком в немецких войсках. В 1945 году, после того, как он ударил немецкого солдата бутылкой, он был снова помещен в психиатрическую больницу и оставался там в течение трех лет.
В 1948 году он стал заниматься живописью более интенсивно, привлек интерес журналистов, критиков и арт-дилеров. В 1961 году в галерее Ла Баркачча в Риме состоялась его первая персональная выставка.
В 1962 году его разбил паралич. Лигабуэ умер в Гуальтьери 27 мая 1965 года.
В 1965 году, после его смерти, была проведена ретроспектива его работ в рамках IX римской квадриеннале.